# Station Malmö-Centraal
Malmö Centraal (Malmö centralstation) is het belangrijkste station van het openbaar vervoer in de stad Malmö in Zweden. Het station was tot de bouw van de Citytunneln een kopstation en heeft 16 sporen.
Het station is gelegen aan de Skeppsbron en was het beginpunt van de SJ spoorlijn over Lund en Falköping naar Stockholm en na 1896 van de spoorlijn over Lund C naar Göteborg C. De architect van dit station was Folke Zettervall. Het werd in 1856 geopend. Het station was aan de buitenzijde van de stad bij de veerhaven gevestigd. Op 14 december 1866 werd het gebouw door een brand voor het grootste deel vernietigd. Dit werd in 1872 hersteld. Het station kreeg in 1926 officieel de naam Malmö Central.